# Daljnogled
Daljnoglèd ali teleskóp je optični instrument, s katerim dobimo povečano sliko oddaljenih predmetov. Daljnogledi, ki kot objektiv uporabljajo lečo, so refraktorji, tisti z zrcalom kot objektivom, pa reflektorji. Pravo in obrnjeno sliko, ki jo ustvari objektiv, opazujemo z okularjem.
Daljnogled je ena najpomembnejših naprav za opazovanje v astronomiji. Drugačne vrste daljnogledov se uporabljajo za opazovanje predmetov na zemeljskem površju (npr. v vojski, ornitologiji ipd.)
Astronomske daljnoglede delimo v tri glavne skupine: 
- lečni daljnogledi ali refraktorji (dioptrični sistemi),
- zrcalni daljnogledi ali reflektorji (kataoptrični sistemi) in
- kombinirani daljnogledi (katadioptrični sistemi).

Vsi ti sistemi imajo skupni namen in sicer zbrati svetlobo in jo poslati v zbirališče svetlobnih žarkov oziroma točko (gorišče daljnogleda), kjer jih lahko ojačimo in opazujemo z okularjem.

## Sestava teleskopa
- okular
- objektiv
- fokuser
- leče
- ogledalo
- telo daljnogleda
- stojalo
- manjši daljnogled za boljšo orientacijo
- utež za ravnotežje daljnogleda
- ohišje daljnogleda
- filter proti soncu
- vijak za izostritev slike

## Uporaba astronomskega daljnogleda
Daljnogled namestimo na ravno podlago, da je stabilen. Paziti moramo na to, da je nebo jasno in da nas pri delu ne motijo nobene ovire, kot so veje dreves ali podobno. Ko je daljnogled dobro nameščen na izbrano mesto, ga obrnemo proti telesu, ki ga želimo opazovati (npr. luno). Z manjšim daljnogledom to telo na nebu najprej poiščemo in ga nato opazujemo z glavnim. Z vijakom za izostritev si izboljšamo vidljivost slike, ki jo opazujemo. To naredimo tako, da vijak počasi vrtimo toliko časa, da dobimo boljšo sliko. Da se daljnogled ne prevrne na tla, skrbi utež za ravnotežje daljnogleda.